# Opuntia escuintlensis
Opuntia escuintlensis es una especie de planta perteneciente a la familia de los cactos (Cactaceae).

## Clasificación y descripción
Arbustiva, 1-4 m de alto, no forma matorrales. Tronco bien definido, algo cilíndrico, brillante, grisáceo, con pocas espinas. Cladodios ascendentes, los viejos subcirculares, los nuevos oblongo-obovados, obtusos en el ápice y cuneados en la base, de 15-20 x 6-10 cm, de color verde brillante; don podarios ligeramente elevados bajo las aréolas. Epidermis glabra. Aréolas dispuestas en 4-5 series, distantes entre sí 20-25 mm. Glóquidas amarillas, deciduas. Espinas 1-3, subuladas, amarillentas. Flores incluyendo el pericarpelo de 8-11 cm de largo; segmentos del perianto de color escarlata algo amarillento, 12-18, en dos series; androceo y gineceo no muy exsertos; estambres numerosos; estilo oblongo, de 3.5 cm de longitud, lóbulos del estigma 8, color verde obscuro. Frutos 5-7 cm de largo, tuberculados, comestibles.

### Características distintivas para la identificación de esta especie
Arbustiva, 1-4 m. Tronco algo cilíndrico, pocas espinas. Cladodios ascendentes, subcirculares a oblongos, obtusos en el ápice y cuneados en la base, verde obscuro. Aréolas en 4 series. Glóquidas amarillas. Espinas 1-3, subuladas, amarillentas. Flores 8-11 cm; escarlata amarillento, androceo y gineceo no muy expertos. Frutos 5-7 cm de largo, tuberculados.

## Distribución
Oaxaca, Chiapas y Yucatán.

## Hábitat
El clima donde se encuentra esta especie es Aw (por lo menos hay un mes en el que caen menos de 600 mm de lluvia), aunque también hay algunos sitios con clima seco BS (clima árido continental <600mm) y Cw (clima templado húmedo con estación invernal seca). Altitud de 900-1400 m. Tipo de vegetación, bosque tropical caducifolio. Fenología florece de abril a mayo y fructifica de mayo a junio.

## Estado de conservación
Especie no considerada bajo ninguna categoría de protección de la NOM- 059- ECOL-SEMARNAT- 2010.